# Pera (planta)
Pera es un género perteneciente a la familia Peraceae, anteriormente incluida como subfamilia Peroideae, en las euforbiáceas con 64 especies. Es originario de México y América tropical.

## Especies seleccionadas
- Pera arborea
- Pera bicolor
- Pera bumeliifolia
- Pera decipiens
- Pera furfuracea
- Pera glabrata
- Pera leandrii

et al.

## Sinonimia
- Perula Schreb., Gen.: 703 (1791).
- Spixia Leandro, Denkschr. Königl. Akad. Wiss. München 7: 231 (1818-1820 publ. 1821).
- Peridium Schott in Spreng., Syst. Veg. 4(2): 410 (1827).
- Schismatopera Klotzsch, Arch. Naturgesch. 7: 178 (1841).
- Clistranthus Poit. ex Baill., Étude Euphorb.: 434 (1858).[1]